# Хайнрих фон Залбург
Хайнрих фон Залбург (на немски: Heinrich Freiherr von Salburg zu Aichberg; * 1544; † 15 декември 1629) е фрайхер от род Залбург от Горна Австрия, господар в Айхберг и Ранаридл и Фалкенщайн в Горна Австрия.

## Живот
Той е син на Бартоломеуз Залбургер († 1569) и съпругата му Анна Цолнер, дъщеря на Михаел Цолнер фон и цу Матинг и Мария Кунигунда фон Хайншпйок. Внук е на Херман Залбургер и Агнес фон Обер-Вайнмайр.
Хайнрих получава през 1591 г. Ранаридл, през 1605 г. купува Фалкенщайн. Хайнрих е лутеранец, но става католик. На 22 май 1605 г. е издигнат от император Рудолф II на фрайхер „von Salburg zu Aichperg und Falkenstain“.
Синът му Георг Зигмунд Фридрих фон Залбург († 1669) е издигнат на граф на 3 ноември 1665 г.

## Фамилия
Първи брак: на 24 март 1573 г. с Луция Еделбек фон Шьонау, вдовица Ридер, дъщеря на Мартин Еделпьок/Еделбек фон Шьонау и Нидерграмзее и Маргарета Реш цу Отмаринг. Те имат син:
- Готфрид фон Залбург (* 1576; † 11 септември 1633), фрайхер, създава линията Ранаригл; Фалкенщайн, Хоххауз и Алтенхоф, императорски кемерер и съветник на дворцовата камера, женен на 15 май 1616 г. в Грац за Мария Катерина фон Берванг (* 1587; † 18 ноември 1625, Хаус); имат син, убит в дуел 1665 г.

Втори брак: на 31 май 1591 г. с Юдит фон Фрайзинг, дъщеря на Кристоф фон Фрайзинг и Айхах цу Марцол и Маргерета фон Аурберг. Те имат син:
- Георг Зигмунд Фридрих фон Залбург († 8 май 1669), граф на 3 ноември 1665 г. фон Залбург, фрайхер фон Фалкенщайн и Ранаридл, създава линията цу Ридау и Айхберг, женен I. на 21 декември 1622 г. за фрайин Барбара фон Харах-Рорау (1589 – 1634), II. на 2 септември 1635 г. за фрайин Сидония Елизабет фон Шерфенберг (* 19 ноември 1614; † 1699) и има син и дъщеря

## Галерия
- Гербът на графовете фон Залбург
- Дворец Фалкенщайн (днес руина)
- Дворец Ранаридл
- Дворец Залаберг